# علم المقلوب
علم المقلوب من فروع علم البديع، وهو أن يكون الكلام بحيث إذا قلبته وابتدأت من حرفه الأخير إلى الحرف الأول كان الحاصل بعينه هو هذا الكلام. وهذا مغاير لتجنيس القلب، فإن المقلوب ههنا يجب أن يكون اللفظ الذي ذكر بخلافه ثمه ويجب ثمه ذكر اللفظين جميعا بخلافه هنا.